# Fosta Mănăstire Bradu
Fosta Mănăstirea Bradu este un monument istoric din județul Buzău, România, situat în comuna Tisău pe malul stâng al Nișcovului și având codul  BZ-II-a-A-02407. În respectiva locație s-a aflat o mănăstire ortodoxă de călugări greci. 
La data de 26 octombrie 2023, mănăstirea a fost reactivată ca mănăstire de călugări, de către arhiepiscopul Ciprian al Buzăului și Vrancei, stareț fiind părintele Eftimie Burghiu.
În fața intrării se află a doua curte a cetății, care a fost împrejmuită cu ziduri - dispărute complet - ce a servit drept grădină iar mai apoi era locul unde se organizau târguri de Rusalii și hramul bisericii. Zidurile împrejmuitoare sunt în număr de patru, formând un patrulater cu laturi de diferite lungimi, construite din bolovani de râu cu cărămidă. Aceste ziduri au din loc în loc contraforți, iar cele patru colțuri au avut turnuri mari cu ferestre mici, pe unde se putea vedea de departe și trage cu armele. Azi se mai păstrează două turnuri. Prin două uși mari din lemn de stejar, căptușite cu benzi groase din fier se intră prin partea de est în curtea cetății. Aceste porți se află la Muzeul de Istorie al orașului Buzău. După felul cum au fost făcute se crede că datează de la începutul secolului XVII.
Din camerele care au fost deasupra beciurilor, din chiliile călugărilor , nu se mai păstrează nimic. aici, la Bradu, a funcționat școala din anul 1872 până în anul 1910, când se mută în localul ei de la Hales. Tot aici a funcționat și primăria până în anul 1905, când s-a mutat într-o casă din satul Valea-Rea. În curtea mănăstirii, în partea de nord se mai află o fântână din obezi de piatră cioplită, despre care ne amintește catagrafia din 1842.
În mijloc, este biserica din zid în stil bizantin, armonioasă fără abside, cu turlă, unde sunt fixate clopotele.